# エリック・ウィリアムズ
エリック・ユースタス・ウィリアムズ（Eric Eustace Williams, TC CH, 1911年9月25日 - 1981年3月29日）は、カリブ海にある島国トリニダード・トバゴ共和国の政治家・初代首相。国家への多大な貢献から「トリニダードの父」と呼ばれている。歴史学者としても著名。

## 経歴
1911年9月25日、イギリス自治領だったトリニダード島の首都ポートオブスペインで郵便局員の息子として生まれた。母方はフレンチ・クレオールのエリートであった。トリニダード島のクィーンズ・ロイヤル・カレッジに入学し、圧倒的に優秀な成績で卒業をしているが、特にラテン語の才能は抜群だった。トリニダード政府の奨学金を得て、1932年イギリスのオックスフォード大学に入学し、1935年卒業。歴史学を専攻。
1938年にはV・ハーローの指導のもと博士号を取得。C・L・R・ジェームズの影響を受け、特に博士論文の "The Economic Aspect of the West Indian Slave Trade and Slavery" はジェームズの『ブラック・ジャコバン』に負う所が大きい。当時の英国では、人道主義者（ザ・セインツ）が奴隷制度を廃止させたという考えが一般的であった。ところがウィリアムズは、奴隷制の廃止もまた資本主義の要請したことであると論じ、マルクス主義の本を刊行する出版社でさえ「イギリス人の伝統的な考えに合わない」という理由で出版を断った。
1939年、ハワード大学に職を得、1947年までに常勤教授となる。1944年「アングロアメリカン・カリブ諸島委員会」の委員に米国の推薦によって選ばれるが、英国はウィリアムズの起用に対し強固に反対した。1948年、委員会のカリブ諸島調査会議の副議長として、トリニダードに戻る。トリニダードでは一連の教育的な講義を行い有名になった。委員会との意見相違により1955年、委員会を辞任する。

## PNMとトリニダード独立運動
1956年1月15日には政党人民国家運動 (People's National Movement, PNM) を創設する。それまで講義による活動は教員教育文化協会（公式の教員組合の代わりに1940年代に設立されたグループ）の分派である政治教育運動 (PEM) 後援で行っていた。PNM の最初の文書は憲法であった。当時の他の政党と違い PNM は高度に組織された階級的な体制を採った。第2の文書は、人民憲章だった。そこでは党が自らをそれまでのトリニダードの政治の標準であった一時的な政治集団から切り離すよう努めた。
同年9月24日、立法議会の選挙が行われ、PNM は16人の現職候補のうちの6人を破り、24改選議席中13議席を獲得した。総督のエドワード・ビーサムの反対にかかわらず、31議席中の少数派ではあったが、ウィリアムズは植民地相から5人の議員を指名することが認められた。これにより彼は議会の多数派を得て首相に選ばれ7人の閣僚全てが認められた。
当時は脱植民地化の波が進んでおり、イギリス領西インド諸島の西インド連邦としての独立が決定された。イギリス領ギアナとイギリス領ホンジュラスは連邦に加盟しない方を選び、ジャマイカとトリニダードが主な構成国として残された。
首相としては、分離主義派を排斥し、同時に欧米帝国主義の支配からの脱却を目指す点で一貫しており、トリニダードの独立運動を指導した。カリブ海域では一方にプエルトリコのように列強への同化を求めるものもあれば、独自の社会主義を展開するキューバもあり、外交面での調整は困難であった。フィデル・カストロについてはその民族主義の意義を認めながら全体主義的傾向を批判した。
1962年トリニダード・トバゴ共和国として独立を達成。引き続き首相の座にとどまり同国初代首相となり、1981年に亡くなるまで務めた。

## 著書
歴史学者としても業績は高く、代表著書に『資本主義と奴隷制』（1944年）がある。ウィリアムズは従来イギリスにおける資本主義成立の要因として挙げられていた内因論（イギリスのヨーマンによる独自の資本蓄積によるとするもの）を批判し、外因論（資本主義の成立は、カリブ海の黒人奴隷の重労働と大西洋三角貿易による重商主義的過程によって蓄積された資本によるものである）的見解を提示し、『資本主義と奴隷制』の中でこれを実証的に描いた。
- 中山毅訳『資本主義と奴隷制　ニグロ史とイギリス経済史』理論社、1968年。ちくま学芸文庫、2020年
  - 山本伸監訳『資本主義と奴隷制　経済史から見た黒人奴隷制の発生と崩壊』明石書店、2004年
- 川北稔訳『コロンブスからカストロまで カリブ海域史I・II』岩波書店、新版2000年／岩波現代文庫、2014年
- 田中浩訳『帝国主義と知識人　イギリスの歴史家たちと西インド』岩波書店、1979年
  - British Historians and the West Indies, 1964